# Siemens Mobile
Siemens Mobile war ein Tochterunternehmen von Siemens und über lange Zeit hinweg der letzte verbliebene deutsche Mobiltelefonhersteller. 2005 wurde das Unternehmen an das taiwanische Unternehmen BenQ verkauft und in BenQ Mobile umbenannt. Ein Jahr später musste BenQ Mobile Insolvenz anmelden.

## Geschichte
1985 stieg Siemens mit dem Mobiltelefon C1 ins Mobilfunkgeschäft ein. 1992 konnte mit dem 2 kg schweren Koffermobiltelefon P1 im D-Netz telefoniert werden. 1994 begann Siemens mit dem Verkauf des S1, des ersten eigenen GSM-Handys. Drei Jahre später (1997) begann der Verkauf des S10, des weltweit ersten Handys mit Farbbildschirm. Das S10 konnte vier verschiedene Farben anzeigen. 1999 war Siemens wieder Vorreiter und brachte das SL10 auf den Markt, das erste Handy der Welt im „Slider“-Format sowie eines der ersten Endnutzerprodukte, die weiße LEDs verwendeten.
Im Jahr 2000 übernahm Siemens die Handysparte der Robert Bosch GmbH und konnte den eigenen Marktanteil noch einmal steigern. Gleichzeitig wurde das Handygeschäft in ein eigenes Unternehmen ausgegliedert. 2003 verkaufte Siemens mit dem SX1 das erste eigene Handy mit dem Symbian-Betriebssystem.
Insbesondere ab 2004 fiel der Marktanteil von Siemens im Handygeschäft jedoch deutlich und die Handysparte rutschte in die Verlustzone. Zurückgeführt wurde dies vor allem auf das Verpassen wichtiger Markttrends und teils erhebliche Software-Fehler in den Produkten. Der Anteil am Weltmarkt stürzte zuletzt von 8 % auf 5,5 % ab, Siemens war zu diesem Zeitpunkt aber noch immer der fünftgrößte Handyhersteller weltweit. Noch 2004 betonte Siemens, wie wichtig es sei, weiterhin im Wachstumsmarkt der Handys und Mobiltelefone präsent zu sein. Siemens Mobile war zuletzt Teil der Siemens-Sparte „Communications“. Siemens-Vorstand Heinrich von Pierer erklärte noch im Januar 2005, dass die Handysparte vorerst nicht verkauft, sondern saniert werden solle und einigte sich mit den Arbeitnehmern unter anderem auf längere Arbeitszeiten.
Kurz nachdem Klaus Kleinfeld der neue Vorstandsvorsitzende bei Siemens geworden war, wurde im Juni 2005 der Verkauf der Handysparte an das taiwanische Unternehmen BenQ bekanntgegeben. Siemens mobile wurde in BenQ Mobile, eine Tochtergesellschaft von BenQ mit Sitz in München, umgewandelt. Insbesondere von Arbeitnehmerseite wurde der plötzliche und vollständige Ausstieg von Siemens aus dem schnell wachsenden Handygeschäft kritisiert. Auch Der Spiegel nannte den Verkauf einen „schweren Rückschlag für die deutsche Wirtschaft“. Das Abstoßen der Handysparte kostete Siemens noch einmal über 350 Millionen Euro.
Das letzte Handy, das unter der Marke Siemens erschien, war das SXG75. Alle künftigen Eigenentwicklungen wurden unter dem Namen BenQ-Siemens verkauft. BenQ hatte sich zuvor die Namensrechte an Siemens für fünf Jahre gesichert. Unter der Regie von BenQ brach der Marktanteil jedoch noch einmal um 40 % ein. BenQ führte die ehemalige Handysparte nur etwa ein Jahr weiter.
Nachdem der Mutterkonzern BenQ die Zahlungen einstellte, musste BenQ Mobile am 29. September 2006 einen Insolvenzantrag stellen. Die Produktion und der Betrieb wurden am 31. Dezember 2006 stillgelegt. Am 24. Februar 2007 meldete die Süddeutsche Zeitung, dass der letzte potentielle Investor abgesprungen sei und das Unternehmen nun zerschlagen werde.
Tausende Arbeitsplätze gingen daraufhin verloren, vor allem in München und im ehemaligen Werk in Kamp-Lintfort (Nordrhein-Westfalen).
Weil Siemens seine Mitarbeiter nicht ausreichend über die mit dem Verkauf einhergehenden Veränderungen informiert hatte, wurde das Unternehmen knapp vier Jahre später vom Bundesarbeitsgericht verurteilt.

## Produkte
Auswahl:
- 1985: Siemens C1
- 1992: Siemens P1[19]
- 1994: Siemens S1

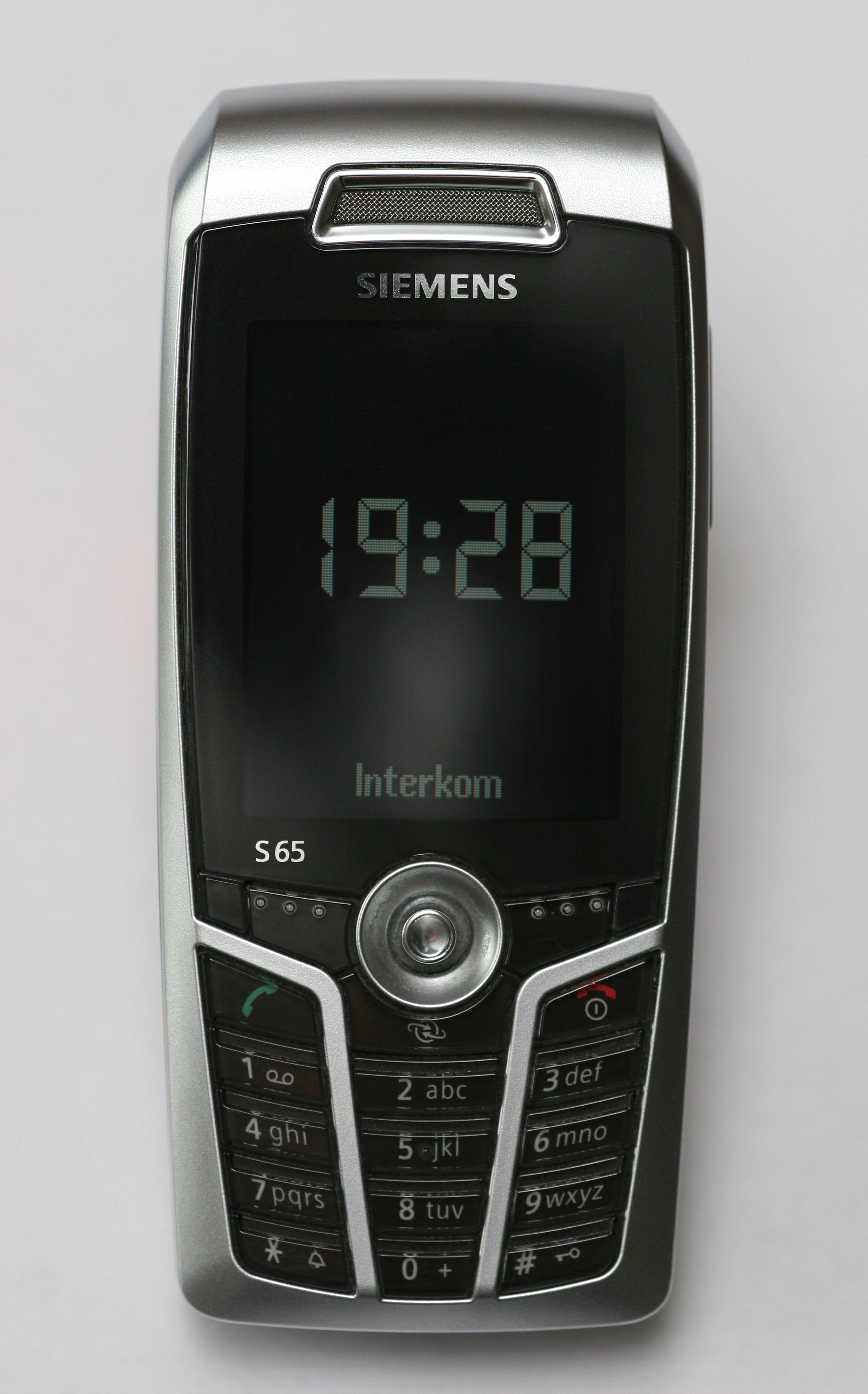
Eines der letzten Handys von Siemens, das Siemens S65

- 1995: Siemens S3, Siemens S3com, Siemens S4
- 1997: Siemens S6D[20], Siemens S6E[21], Siemens S10
- 1999: Siemens SL10[22][23], Siemens S25, Siemens C25
- 2000: Siemens C35, Siemens M35i[24], Siemens S35i[25]
- 2001: Siemens S45, Siemens SL45, Siemens SX45, Siemens ME45
- 2002: Siemens S55, Siemens C55, Siemens M55,
0000: Siemens A50[26]
- 2003: Siemens C60, Siemens MC60, Siemens A60, Siemens SX1, Siemens A55[27],
0000: Siemens A55[28]
- 2004: Siemens S65, Siemens SL65, Siemens M65, Siemens A65,
0000:Siemens A51[29], Siemens CX70[30], Siemens CXi70[31], Siemens CXT70[32]
- 2005: Siemens SXG75, Siemens CX75, Siemens M75,
0000: Siemens S75[33], Siemens A31[34]
- 2006: BenQ Siemens A38[35], BenQ Siemens Q-fi EF51[36]